# هويتستوك
هويتستوك (بالإنجليزية: Huetstock)‏ هو أحد جبال سلسلة جبال الألب أوري وجزء من القمة الأم روتساندنولين يقع في كانتون نيدفالدن وكانتون أوبفالدن، سويسرا. يبلغ ارتفاع الجبل حوالي 2676 متر، بينما يبلغ ارتفاع نتوء الجبل 230 متر.